# 花みずき温泉
花みずき温泉（はなみずきおんせん）は、福井県丹生郡越前町（旧宮崎村）に位置する温泉である。

## 特徴
- 溶存物質総量が2283mgがある。
- 町営の宿の若竹荘中にあり郵便局と窓口が一緒である。

## 泉質
- ナトリウム－炭酸水素塩泉
  - 源泉温度 38.9℃
  - 毎分湧出量66リットル
  - 無色透明な源泉
  - 加温あり、加水あり（半循環）

## 温泉街
- 越前町越前陶芸村の丘陵地帯の中に1軒の町営の宿が存在する。
- 共同浴場はないが、温泉地にある町営の宿にて日帰り入浴が可能である。

## 交通アクセス
鉄道
北陸本線武生駅より温泉バス約20分。
車
北陸自動車道武生ICより約20分